# Barbara Stanwyck

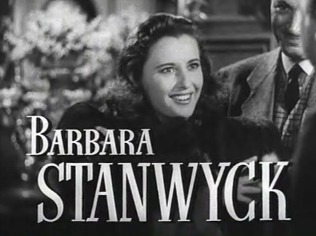
Barbara Stanwyck in Meet John Doe (1941)

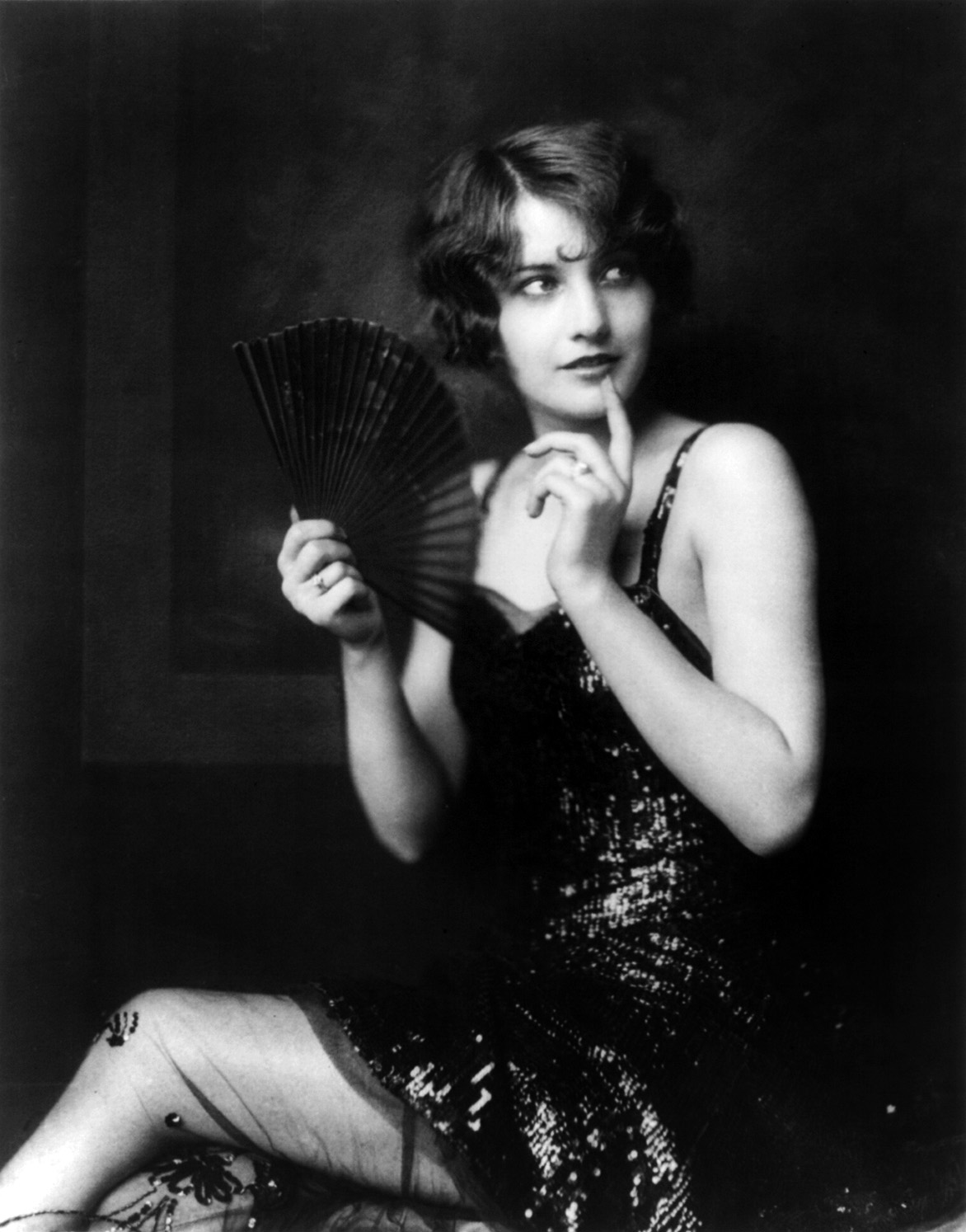
Barbara Stanwyck, 1924, foto Alfred Cheney Johnston

Barbara Stanwyck, geboren als Ruby Catherine Stevens (Brooklyn (New York), 16 juli 1907 – Santa Monica (California), 20 januari 1990), was een Amerikaans filmactrice. Ze koos haar pseudoniem naar aanleiding van het toneelstuk Barbara Frietchie, dat over een bedachte heldin uit de Amerikaanse Burgeroorlog gaat. Een Brits actrice, Joan Stanwyck, speelde hierin mee.
Barbara Stanwyck begon haar carrière bij de Broadway-revue 'Ziegfeld Follies'. Ze speelde in bijna honderd films en werd vier keer genomineerd voor de Oscar voor beste actrice, voor Stella Dallas (1937), Ball of Fire (1941), Double Indemnity (1944) en Sorry, Wrong Number (1948). Ze kreeg een ere-Oscar voor "buitengewone creativiteit en unieke contributies aan de kunst van het acteren voor film" in 1982. In haar latere jaren speelde ze ook rollen voor televisie, zoals in de miniserie De Doornvogels en de populaire soapserie Dynasty. Haar laatste rol was die van Constance Colby Patterson in Dynastys spin-off The Colbys.
Barbara Stanwyck overleed op 20 januari 1990 in Santa Monica (Californië) aan een hartaanval.

## Filmografie
- The Colbys - serie (1985)
- Dynasty - serie (1985)
- The Thornbirds (De Doornvogels) - serie (1982)
- The Big Valley - serie (1965)
- The Night Walker (ook wel The Dream Killer) (1964)
- Roustabout (1964)
- Walk on the Wild Side (1962)
- Forty Guns (1957)
- Trooper Hook (1957)
- Crime of Passion (1957)
- There's Always Tomorrow (1956)
- These Wilder Years (1956)
- The Maverick Queen (1956)
- Escape to Burma (1955)
- The Violent Men (ook wel The Bandits of Rough Company) (1955)
- Cattle Queen of Montana (1954)
- Executive Suite (1954)
- Witness to Murder (1954)
- Blowing Wild (1953)
- Jeopardy (1953)
- All I Desire (ofwel Het eeuwige verlangen) (1953)
- The Moonlighter (1953)
- Titanic (1953)
- Clash by Night (1952)
- The Man with a Cloak (1951)
- The Furies (1950)
- To Please a Lady (ook wel Red Hot Wheels) (1950)
- East Side, West Side (1949)
- The File on Thelma Jordon (1949)
- The Lady Gambles (1949)
- No Man of Her Own (ook wel I Married a Dead Man) (1949)
- B. F.'s Daughter (ook wel Polly Fulton) (1948)
- Sorry, Wrong Number (1948)
- Cry Wolf (1947)
- The Other Love (1947)
- Variety Girl (1947)
- The Two Mrs. Carrolls (1947)
- California (1947)
- The Bride Wore Boots (1946)
- The Strange Love of Martha Ivers (1946)
- My Reputation (1946)
- Christmas in Connecticut (ook wel Indiscretion) (1945)
- Hollywood Canteen 1944)
- Double Indemnity (1944)
- Flesh and Fantasy (ook wel Six Destinies) (1943)
- Lady of Burlesque (ook wel The G-String Murders) (1943)
- The Gay Sisters (1942)
- The Great Man's Lady (1942)
- The Lady Eve (1941)
- Ball of Fire (ook wel The Professor and the Burlesque Queen) (1941)
- You Belong to Me (ook wel Good Morning, Doctor) (1941)
- Meet John Doe (ook wel John Doe, Dynamite) (1941)
- Remember the Night (1940)
- Union Pacific (1939)
- Golden Boy (1939)
- Always Goodbye (1938)
- The Mad Miss Manton (1938)
- Internes Can't Take Money (ook wel You Can't Take Money) (1937)
- Breakfast for Two (1937)
- Stella Dallas (1937)
- This Is My Affair (ook wel His Affair) (1937)
- Banjo on My Knee (1936)
- The Bride Walks Out (1936)
- The Plough and the Stars (1936)
- A Message to Garcia (1936)
- His Brother's Wife (ook wel Lady of the Tropics) (1936)
- Red Salute (ook wel Arms and the Girl, Her Enlisted Man, Her Uncle Sam of Runaway Daughter) (1935)
- The Woman in Red (1935)
- Annie Oakley (1935)
- Gambling Lady (1934)
- The Secret Bride (ook wel Concealment) (1934)
- A Lost Lady (ook wel Courageous) (1934)
- Ever in My Heart (1933)
- Ladies They Talk About (ook wel Women in Prison) (1933)
- Baby Face (1933)
- The Bitter Tea of General Yen (1933)
- The Purchase Price (1932)
- So Big! (1932)
- Shopworn (1932)
- Forbidden (1932)
- Night Nurse (1931)
- The Miracle Woman (1931)
- The Slippery Pearls (ook wel The Stolen Jools; korte film) (1931)
- Ten Cents a Dance (1931)
- Illicit (1931)
- Ladies of Leisure (1930)
- The Locked Door (1929)
- Mexicali Rose (ook wel The Girl from Mexico) (1929)
- Broadway Nights (1927)

- Bibsys: 90865506
- Biblioteca Nacional de Chile: 000044152
- Biblioteca Nacional de España: XX1083485
- Bibliothèque nationale de France: cb139561884 (data)
- Catàleg d'autoritats de noms i títols de Catalunya: 981058616345706706
- Gemeinsame Normdatei: 118831313
- International Standard Name Identifier: 0000 0003 6865 1718
- Library of Congress Control Number: n83187397
- MusicBrainz: 90e80e2f-0763-4b4d-bbe1-bb9e63e2d493
- Nationale Bibliotheek van Tsjechië: ola2003162748
- Nationale bibliotheek van Australië: 35999466
- Nationale Bibliotheek van Israël: 987007442620405171
- Nederlandse Thesaurus van Auteursnamen: 112479790
- SNAC: w67s84hb
- Système universitaire de documentation: 057017042
- Trove: 1179009
- Virtual International Authority File: 69121865
- WorldCat: E39PBJfrHCKxXFTFTPd3W8FBT3